# Landes-Gewerbeförderungsstelle des nordrhein-westfälischen Handwerks
Die Landes-Gewerbeförderungsstelle des nordrhein-westfälischen Handwerks (LGH) ist eine Wirtschaftsförderungs- und Serviceorganisation des Handwerks in Nordrhein-Westfalen. Ihr Sitz ist Düsseldorf. Getragen wird die LGH von den sieben Handwerkskammern und einer großen Zahl von handwerklichen Fachverbänden in Nordrhein-Westfalen. Gegründet wurde sie 1954 durch Ausgründung aus dem Westdeutschen Handwerkskammertag als „Kopf-, Leit- und Ideenstelle des nordrhein-westfälischen Handwerks“. Sie hat die Rechtsform eines eingetragenen Vereins und verfolgt keine kommerziellen Ziele.

## Zielsetzung
Der Verein unterstützt diese Organisationen bei Fördermaßnahmen und koordiniert die Aktivitäten auf Landesebene, um die Leistungs- und Wettbewerbsfähigkeit der nahezu 190.000 Handwerksunternehmen in Nordrhein-Westfalen nachhaltig zu verbessern. Schwerpunkte sind dabei die Bereiche Unternehmensgründung und -übernahme, Unternehmensberatung, Aus- und Weiterbildung, Zukunftssicherung der Handwerksbetriebe sowie Technologietransfer. Es werden außerdem grenzüberschreitende Projekte durchgeführt, unter anderem mit den Niederlanden.
Darüber hinaus bringt die LGH sich fachlich ein in die Ausgestaltung der Mittelstandspolitik und übernimmt Aufträge für öffentliche Förderungen und Projekte. Dabei kooperiert sie seit 2016 im Rahmen öffentlich-öffentlicher Zusammenarbeit verstärkt mit dem Ministerium für Wirtschaft, Innovation, Digitalisierung und Energie des Landes Nordrhein-Westfalen. Nicht nur die Betreuung zur Meister-Gründungsprämie NRW und zur Restabwicklung der Gründungsprämie NRW, sondern auch das neue Innovationscluster Handwerk NRW werden in dieser Form für das Wirtschaftsministerium abgewickelt, wobei die LGH damit nicht mehr Fördermittelempfänger, sondern beliehene Bewilligungsbehörde ist. Themen im Bereich Aus- und Weiterbildung sind unter anderem die Förderung der überbetrieblichen Ausbildung und der beruflichen Bildungsstätten des Handwerks, der Übergang von der Schule in den Beruf beziehungsweise die Ausbildung, Auslandsaufenthalte für Auszubildende oder in der Entwicklungszusammenarbeit sowie die Konfliktbewältigung und das Miteinander verschiedener Kulturen.
Vorsitzender ist Berthold Schröder, Präsident der Handwerkskammer Dortmund. Hauptgeschäftsführer ist Matthias Heidmeier (ebenfalls Hauptgeschäftsführer des Westdeutschen Handwerkskammertags).
Mitglieder sind die sieben Handwerkskammern in Nordrhein-Westfalen (Handwerkskammer Aachen, Handwerkskammer Dortmund, Handwerkskammer Düsseldorf, Handwerkskammer Münster, Handwerkskammer Ostwestfalen-Lippe zu Bielefeld, Handwerkskammer Südwestfalen, Handwerkskammer zu Köln), handwerkliche Fachverbände und neun Einrichtungen, die dem Handwerk nahestehen.

## Auszeichnungen
Das in Kooperation mit der LGH kreierte Lernspiel The Skillz erhielt den deutschen Entwicklerpreis in der Kategorie „Bestes Lernspiel 2010“ und den „Serious Games Award“ in Bronze.
Das Konzept für die Zusatzqualifikation für Lehrlinge zum „Assistenten für Energie und Ressourcen“ wurde im gleichen Jahr mit dem Hermann-Schmidt-Preis für innovative Entwicklungen in der Berufsbildungspraxis ausgezeichnet.
Das Portal „letsgo-azubi.de“ der LGH wurde beim Wettbewerb „Wege ins Netz“ des Bundesministeriums für Wirtschaft und Technologie mit einem Sonderpreis als „Beste Community“ geehrt.